# Dragan Milašinović
Dragan Milašinović ist ein ehemaliger serbischer American-Football-Spieler.

## Werdegang
Der als Runningback eingesetzte, 1,72 Meter große Milašinović spielte im Zeitraum 1992 bis 1998 für die Hamburg Blue Devils. Im Oktober 1993 trug er zwei Touchdowns zum Sieg der Mannschaft im Endspiel der als inoffizielle Europaliga geltenden Spielrunde „Schweppes Cool Masters“ bei.
1996 gewann er mit der Mannschaft, die bei den Heimspielen im Volksparkstadion teils fünfstellige Zuschauerzahlen verzeichnete, die deutsche Meisterschaft. Im Eurobowl siegte er mit den Hamburgern in den Jahren 1996, 1997 und 1998. Unterbrochen wurde seine Zeit bei den Hamburg Blue Devils, als er im Sommer 1995 im Rahmen seines Medizinstudiums an die University of Redlands in den US-Bundesstaat Kalifornien ging.
Milašinović wurde beruflich als Orthopäde und Unfallchirurg in einer Gruppenpraxis in Wedel bei Hamburg tätig.